# Patria (paquebot)
Pour les articles homonymes, voir Patria (homonymie).
Le Patria est un paquebot français construit en 1913 pour la Compagnie française de navigation à vapeur Cyprien Fabre & Cie et lancé le 11 novembre 1913 à La Seyne-sur-Mer. Dans un premier temps c'est un paquebot de ligne, puis, devenu vétuste il est converti en transport de migrants. De 1932 jusqu'en juin 1940, le navire est armé par les Messageries maritimes en Méditerranée puis il est saisi par les autorités britanniques le 15 août 1940 à Haïfa en Palestine mandataire où il devait débarquer des émigrants juifs fuyant la domination nazie en Europe. Là il est mis aux ordres de la British-India Steam Navigation Company pour empêcher les émigrants de débarquer en Palestine et les convoyer à l'île Maurice. La Haganah s'oppose à ce projet et tente de saboter le navire pour obliger les Britanniques à débarquer les passagers dans le port de Haïfa. Mais l'explosion du 25 novembre 1940 est beaucoup trop forte, le navire chavire et provoque la mort de plus de 200 passagers. Le navire reste une épave dans le port de Haïfa jusqu'en 1952, où il sera démantelé.

## Avec la Fabre Line
La Compagnie française de navigation à vapeur Cyprien Fabre & Cie (Fabre Line) a commandé le Patria et son navire jumeau le SS Providence à la Société nouvelle des forges et chantiers de la Méditerranée de La Seyne-sur-Mer, près de Toulon. Le Patria avait sept ponts et trois cheminées, toutefois, comme cela était fréquent à l'époque, l'une d'entre elles était factice et ne servait qu'à augmenter l'impression de puissance. Le navire disposait de neuf chaudières alimentant deux moteurs de trois cylindres Bore (engine) (en) de 30,4" (haute pression), 49,36" (moyenne pression) et 70.55" (basse pression), tous avec une course de 51,2". Ces moteurs donnait au Patria un total de 900 NHP et propulsaient le navire grâce à deux hélices jumelles. Le navire avait des équipements de radionavigation  et était le premier paquebot à être pourvu d'un cinéma.
Le Patria est lancé le 11 novembre 1913, et entre au service de la Fabre Line le 15 ou le 16 avril 1914.
Le journal américain The New York Times rapporte qu'un sous-marin allemand attaque le Patria le 1er mars 1916 au large des côtes de Tunis. Il n'y a cependant pas de mention d'une telle attaque dans les journaux de bord : il n'est donc pas certain qu'elle a réellement eu lieu.
Le Patria navigue comme paquebot transatlantique entre Marseille et New York jusqu'en 1920. Le Providence et le Patria ayant vieilli, sont alors réaffectés pour le transport vers New York des émigrants en partance de Marseille, Gênes, Naples ou Palerme,. Après le krach de 1929, les Messageries maritimes retirent le Patria du transport de migrants en 1930. Le Providence continuera, lui, jusqu'en 1932.

## Avec les Messageries maritimes
Le 19 janvier 1932 la Fabre Line cède le Patria pour huit ans aux Messageries maritimes, qui le mettent en service entre le Sud de la France (Nice, Marseille) et le Levant (Le Pirée, Salonique, Alexandrie, Haïfa, Beyrouth, Alexandrette, Smyrne, Constantinople, Constanza). Plus tard la même année, au large des îles Ioniennes, près de Zante en Grèce, le Patria porte secours à trois rescapés du naufrage d'un navire grec, le Tinios Stavros. Un navire marchand grec, le SS Heron, porte secours à 25 autres survivants du même accident. En 1934, le Patria s'échoue sur un banc de sable lors de son entrée dans le port d'Alexandrie en Égypte. En février 1939, le Patria sert de navire-hôpital lors de la guerre civile espagnole.
Le 1er janvier 1940 la Fabre Line vend le Patria aux Messageries maritimes. Le 6 juin 1940, il entre dans port de Haïfa (en)) après avoir navigué depuis Beyrouth. Le 10 juin, l'Italie déclare la guerre à la France et à l'Angleterre. Tous les navires alliés passant par l'Italie pour rejoindre la France sont maintenant en danger. Le Patria reste donc au port de Haïfa.

## Avec laBritish-India Steam Navigation
Le 22 juin 1940, la France signe l'armistice avec l'Allemagne nazie et se transforme ainsi en un État-satellite du Reich : le Patria peut à présent rentrer. Trois jours plus tard, le bateau est prêt à appareiller, mais les autorités britanniques de Palestine mandataire l'empêchent de quitter Haïfa et le saisissent le 15 août pour le placer sous le contrôle de la British-India Steam Navigation Co. Le navire est alors assigné au transport de troupes : il peut emporter 1 800 hommes en dehors de l'équipage. Le Patria n'a encore que son nombre initial de canots de sauvetage, prévus pour 805 passagers et membres d'équipage : le complément est alors réalisé au moyen de radeaux de sauvetage.
Malgré sa nouvelle fonction, le Patria reste à quai à Haïfa jusqu'au début du mois de novembre 1940. C'est ce mois que la Royal Navy intercepte trois navires, le SS Pacific, le SS Milos et le SS Atlantic, affrétés pour le transport de réfugiés juifs depuis l'Europe sous domination nazie vers la Palestine. Ces réfugiés n'ayant pas l'autorisation d'entrer en Palestine, les autorités britanniques ordonnent leur déportation vers l'île Maurice, colonie britannique de l'océan Indien. Les réfugiés du Pacific et du Milos sont transférés à bord du Patria mais pendant l'embarquement des réfugiés de l’Atlantic le 25 novembre, une bombe placée par un agent de la Haganah pour empêcher le navire de quitter le port, explose trop fort et trop tôt, créant une brèche dans la coque et faisant chavirer le navire. Le Patria sombre en 16 minutes, et s'échoue couché à tribord sur le fond du port, avec sa moitié bâbord hors de l'eau.
Au moment de l'attaque, 1 800 réfugiés étaient à bord du navire, aux côtés de 130 membres d'équipage et de gardes britanniques. La majorité seront secourus, mais 172 seront blessés, et entre 260 et 300 trouveront la mort. La plupart des victimes sont des réfugiés juifs, mais on dénombre également près de 50 membres d'équipage et gardes britanniques. 209 corps seront retrouvés et incinérés à Haïfa.
Le Patria reste une épave dans le port de Haïfa jusqu'en 1952, date à laquelle il est démoli,.

## Piste de lecture
- (en) Commission of Enquiry into explosion and sinking of SS Patria, Colonial Office, coll. « Palestine. Illegal Immigration », 1941